# Rue de la Mairie (Charenton-le-Pont)
Pour les articles homonymes, voir Rue de la Mairie.
La rue de la Mairie est une voie de Charenton-le-Pont, en France.

## Situation et accès
La rue de la Mairie débute rue de Paris en face de la Mairie et dans le prolongement de la rue Gabriel-Péri, passe à l’extrémité de la rue du Séjour qui est une impasse et se termine sur le quai des Carrières sous le pont de la route départementale 68 (bretelle dans le prolongement de la rue Arthur-Croquette reliant cette rue à l'autoroute de l'Est). 
La rue est à sens unique dans le sens de la descente d'une pente d’environ 10 % entre la rue de Paris à 50 mètres d'altitude  et le quai des Carrières à 33 mètres.
Elle longe le mur du square Jules-Noël au nord-ouest, la place de Valois  et le square Jean-Mermoz au sud-est.
Elle est accessible par la station de métro Charenton - Écoles de la ligne 8 du métro de Paris.

## Origine du nom
Son nom est dû à la proximité de la Mairie de Charenton.

## Historique
La rue était nommée ruelle Martinet car elle aboutissait sur le quai en face de l’île Martinet, puis ruelle des Carrières et reçut son nom actuel en 1903.
Elle séparait le bourg du pont entouré d’un mur d’enceinte supprimé en 1734 au sud-est, d'un terrain nommé  séjour du roi au nord-ouest.
La place de Valois qui la borde a été aménagée avec les immeubles sur le terrain d'un ancien hôtel particulier dont la cour donnait sur la rue de Paris, l'hôtel du Plessis-Bellière.
Cet hôtel a été détruit en 1937 pour la construction des voies de garage du terminus de la ligne de métro (ou en prévision de son prolongement). En attendant ce prolongement réalisé en 1972, des terrains de sport ont été aménagés à son emplacement remplacés ensuite par la place de Valois.
Les maisons environnantes, entre les immeubles préservés des numéros 31 et 47 bis de la rue de Paris, ont également été détruites  à la même date, jusqu'au-delà de la rue de la Mairie sur une fraction de l'ancien Séjour du Roi (actuel square Jules Noël).